# Ernst Kirchweger

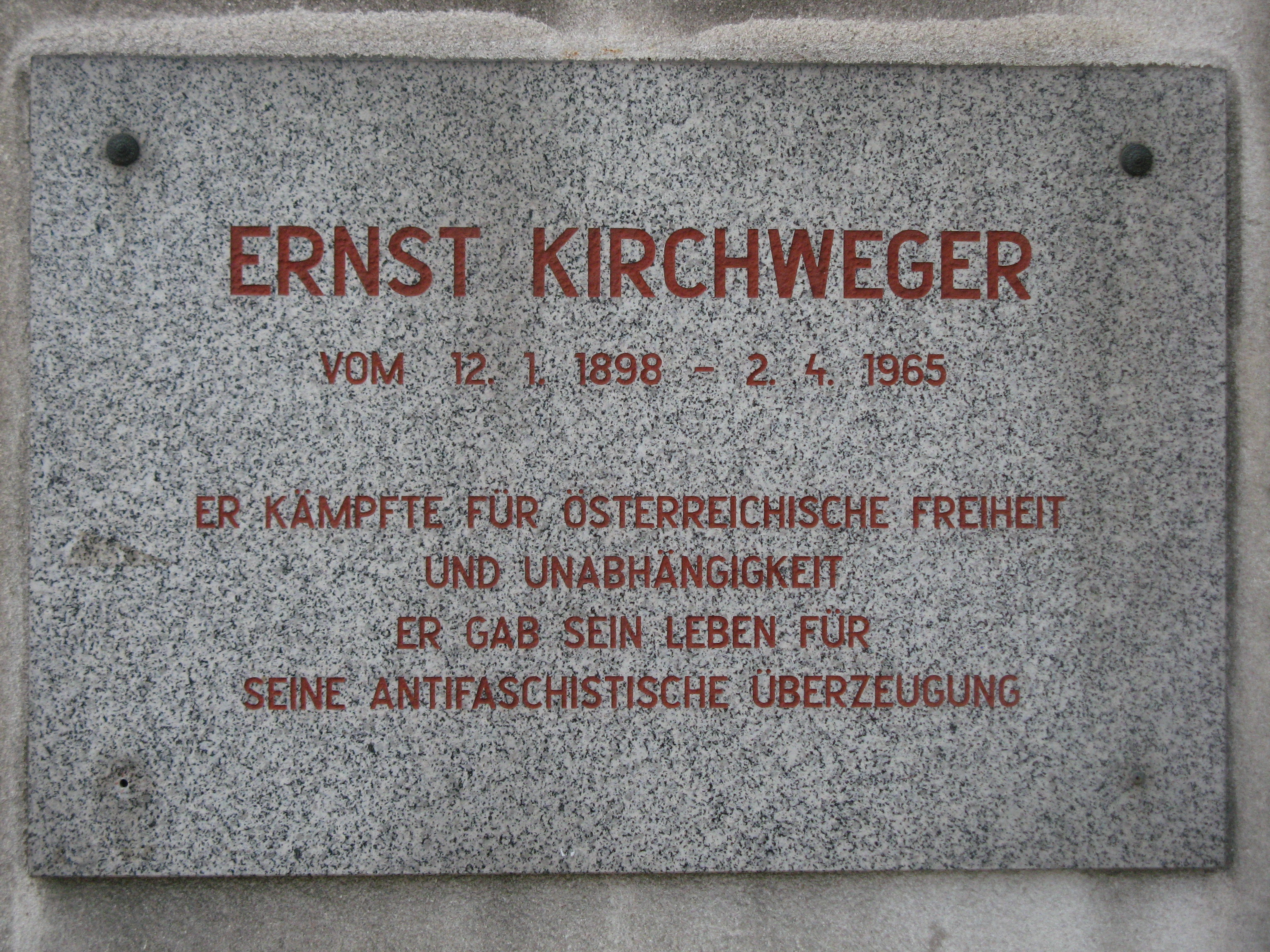
Gedenktafel am Ernst-Kirchweger-Hof in Wien

Ernst Kirchweger (* 12. Jänner 1898 in Wien; † 2. April 1965 ebenda) war Straßenbahnschaffner, Mitglied des Republikanischen Schutzbundes und später Geschäftsführer des Compass-Verlages. Bei einer eskalierenden Demonstration gegen Taras Borodajkewycz wurde er (zu diesem Zeitpunkt 67 Jahre alt) von dem vorbelasteten Rechtsextremen Gunther Kümel mit einem Faustschlag getroffen und stürzte zu Boden. 2 Tage danach verstarb er. Er wird geläufig als „das erste Todesopfer einer politischen Gewalttat in Österreich nach 1945“ bezeichnet; diese Bezeichnung ist allerdings kritisch zu sehen, da die Besatzungszeit von 1945 bis 1955 von Österreich auch andere Opfer mit politischem Hintergrund forderte.

## Leben
Ernst Kirchweger wurde in einer Wiener sozialdemokratischen Arbeiterfamilie geboren und absolvierte von 1912 bis 1915 eine Drogistenlehre. Im Ersten Weltkrieg wurde er 1916 zur k.u.k. Kriegsmarine eingezogen und diente auf Schiffen in der Adria. Im Februar 1918 erlebte er die Erhebung der Matrosen in der Bucht von Cattaro mit. Ende 1918 kam er aus der italienischen Kriegsgefangenschaft nach Wien zurück. Als im März 1919 in Budapest die Räterepublik ausgerufen wurde, ging Kirchweger nach Ungarn und kämpfte in den Reihen der neu geschaffenen Roten Armee. Nach der Niederwerfung der Räterepublik Ende August 1919 kehrte er nach Wien zurück und arbeitete zunächst als Angestellter der Arbeiterkonsumgenossenschaft. Von 1922 bis 1925 war er Mitarbeiter im Österreichischen Verband für Siedlungs- und Kleingartenwesen. Von Oktober 1925 bis zum Februar 1937 arbeitete Kirchweger schließlich als Schaffner der Städtischen Straßenbahnen und war damit Angestellter der Stadt Wien.
Bis zum Februar 1934 war Ernst Kirchweger Vertrauensmann der SDAP und redaktioneller Mitarbeiter des Freien Gewerkschaftsverbands der Handels- und Transportarbeiter. Nach den Februarkämpfen des Jahres 1934 trat er zur KPÖ über. In den Jahren der austrofaschistischen Diktatur war Kirchweger in der illegalen Gewerkschaftsbewegung aktiv und organisierte die Fachgruppe der Straßenbahner, als deren Obmann er fungierte. In der NS-Zeit war er im organisierten antifaschistischen Widerstand aktiv. Im April 1945, nach der Befreiung Österreichs, war er kurzzeitig Referent für Kommunalpolitik in der Bezirksverwaltung von Wien-Favoriten. Bis zu seinem Tod war er in der KPÖ und ihrem kulturpolitischen Umfeld engagiert, etwa als Vizepräsident der „Theaterfreunde“, der Publikumsorganisation des Neuen Theaters in der Scala, oder als Kassier der „Österreichisch-Ungarischen Vereinigung für Kultur und Wirtschaft“.
Beruflich war Kirchweger seit 1937 Verwaltungschef beim Compass-Verlag, wo er durchgehend bis zu seiner Pensionierung 1963 beschäftigt war. Von 1945 bis 1947 war er gemeinsam mit Sektionschef Josef C. Wirth öffentlicher Verwalter des Verlags.

## Tod

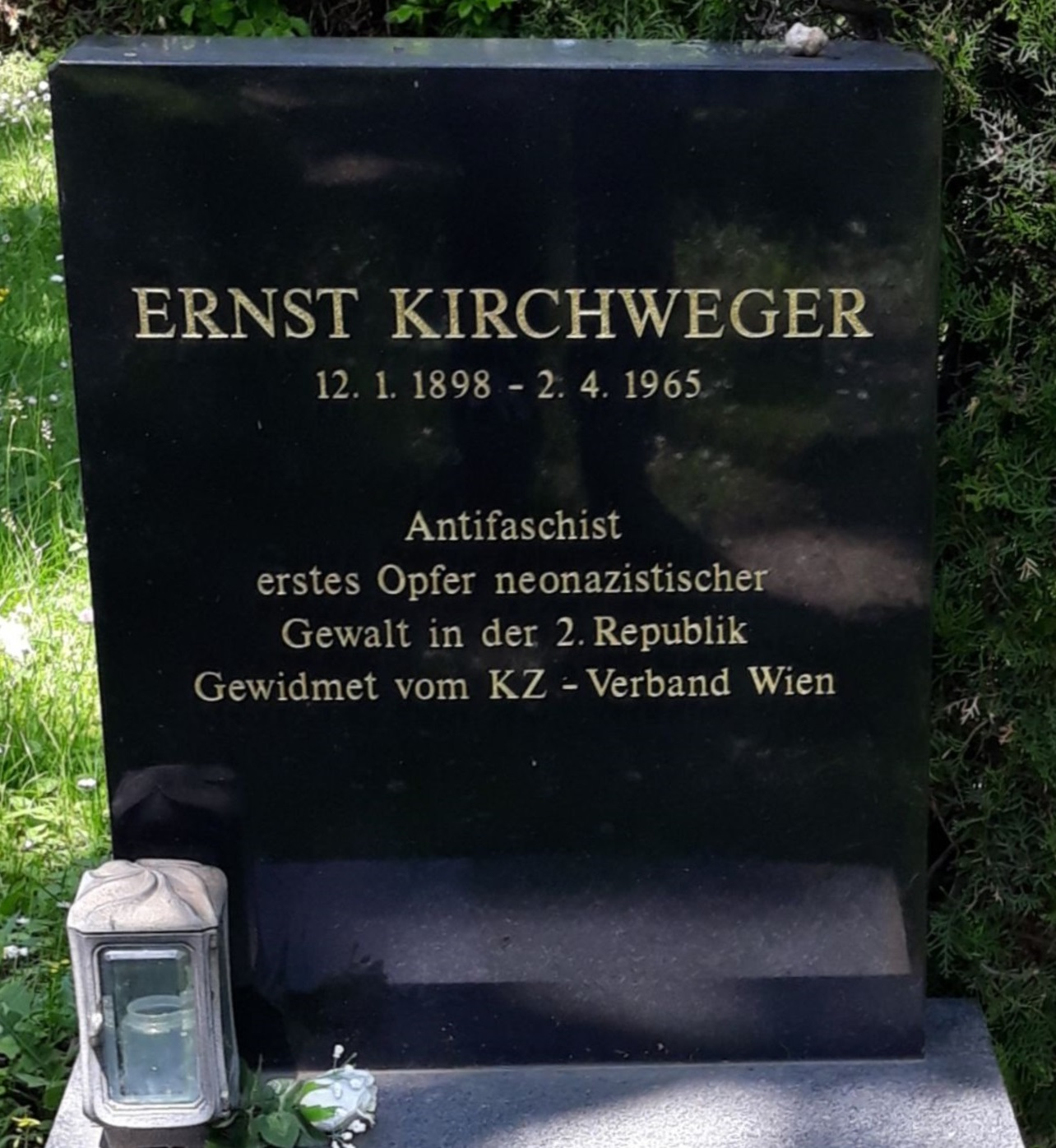
2019 enthüllter Gedenkstein auf dem ursprünglichen Grab Kirchwegers im Urnenhain der Feuerhalle Simmering

Am 31. März 1965 fand in der Wiener Innenstadt eine Demonstration eines „Antifaschistischen Studentenkomitees“ und ehemaliger Widerstandskämpfer gegen den an der Hochschule für Welthandel lehrenden, bei den Nationalsozialisten stark engagierten und auch nach 1945 antisemitisch gesinnten Universitätsprofessor Taras Borodajkewycz statt, der mit seinen Äußerungen bei vielen Studenten, vor allem bei Verbindungsstudenten, auf großen Zuspruch stieß. An dieser Demonstration beteiligte sich auch Kirchweger. Von Sympathisanten mit den Auffassungen Borodajkewycz’ wurde eine Gegenkundgebung veranstaltet, worauf es zu Zusammenstößen kam. Der 67-jährige Kirchweger wurde dabei vor dem Hotel Sacher von einem jungen Mann mit einem Faustschlag so schwer verletzt, dass er zwei Tage später seinen Verletzungen erlag. Rechtsgerichtete Kreise behaupteten, dass die Tat nicht von Rechtsextremen begangen worden sei. Sie versuchten die Schuld auf die Linke zu schieben. So behaupteten Studentenvertreter der Wiener Technischen Hochschule in einer Presseerklärung, dass für die Eskalation auf der Demonstration bewaffnete Rollkommandos aus Niederösterreich verantwortlich seien, Kirchweger „sei irrtümlich von den gleichen Leuten zusammengeschlagen“ worden.
Wenige Tage später wurde ein Verdächtiger ermittelt. Es handelte sich um den Chemiestudenten, Rechtsextremisten, Angehörigen des FPÖ-nahen Rings Freiheitlicher Studenten (RFS) und Funktionär der FPÖ Gunther Kümel. Kümel war bereits seit 1958 bei diversen terroristischen Aktionen mit rechtsextremistischem Hintergrund aufgefallen. So hatte er 1961 einen Brandbombenanschlag auf das Büro der Alitalia verübt und war im gleichen Jahr an einem nächtlichen Überfall auf das österreichische Parlamentsgebäude beteiligt, bei dem die Terroristen mit Pistolen auf das Gebäude geschossen hatten. 1962 war er deswegen zu zehn Monaten Arrest verurteilt worden. Vor der Tat hatte er an der Universität an einem Boxtraining teilgenommen. Am 3. April 1965 wurde Kümel festgenommen. Am 6. Juli 1965 wurde er des Totschlags angeklagt. Kümel stellte den Schlag gegen Ernst Kirchweger als Verteidigung dar. Das Gericht folgte ihm teilweise, meinte aber, er hätte überreagiert. Das Gericht verurteilte Kümel daher am 25. Oktober 1965 wegen Notwehrüberschreitung (Putativnotwehrexzess) zu zehn Monaten strengen Arrests. In Anrechnung der Untersuchungshaft wurde Kümel am 8. Februar 1966 entlassen.

## Gedenken

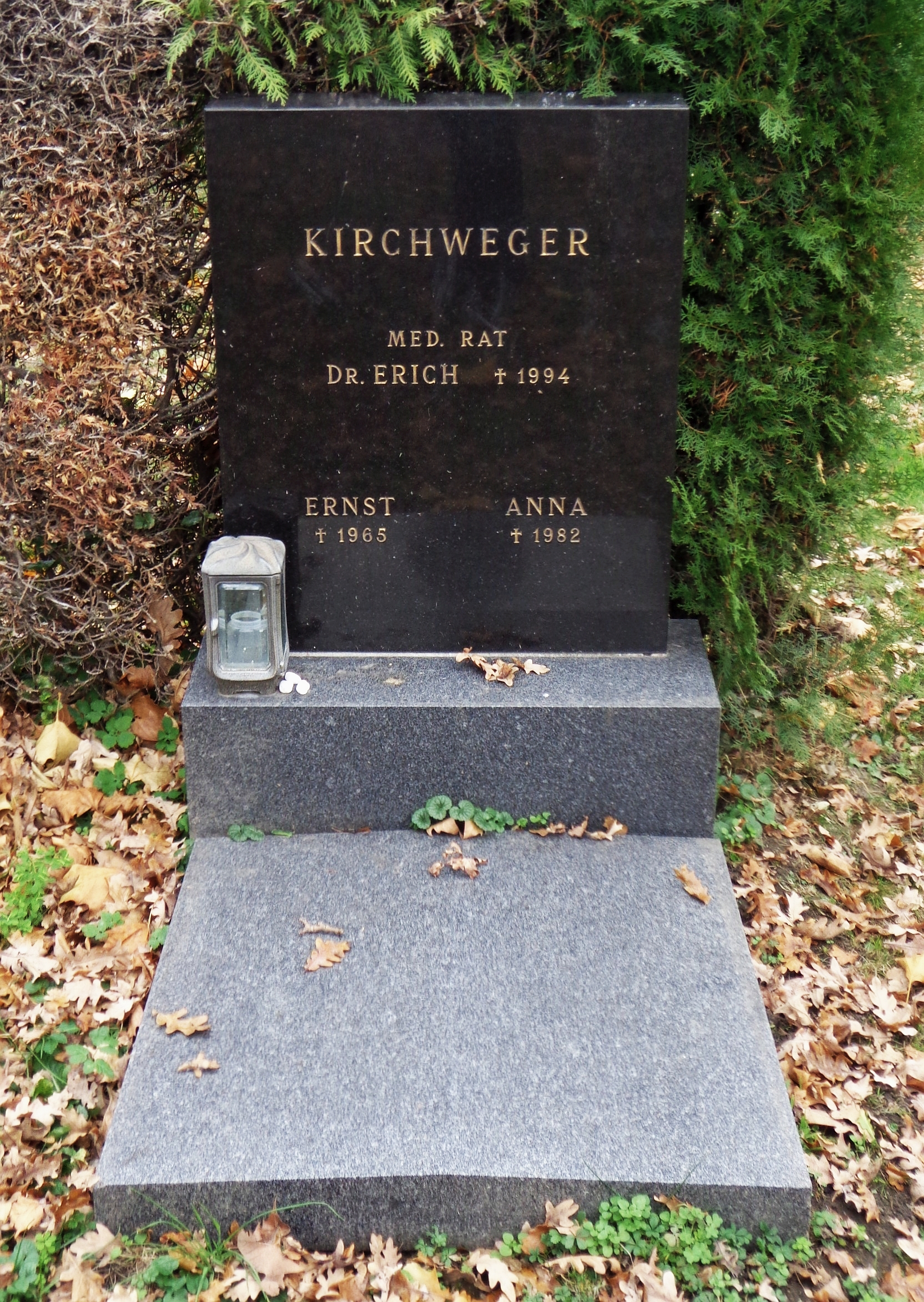
Die ursprüngliche Grabstätte Ernst Kirchwegers (bis 2005) im Urnenhain der Feuerhalle Simmering

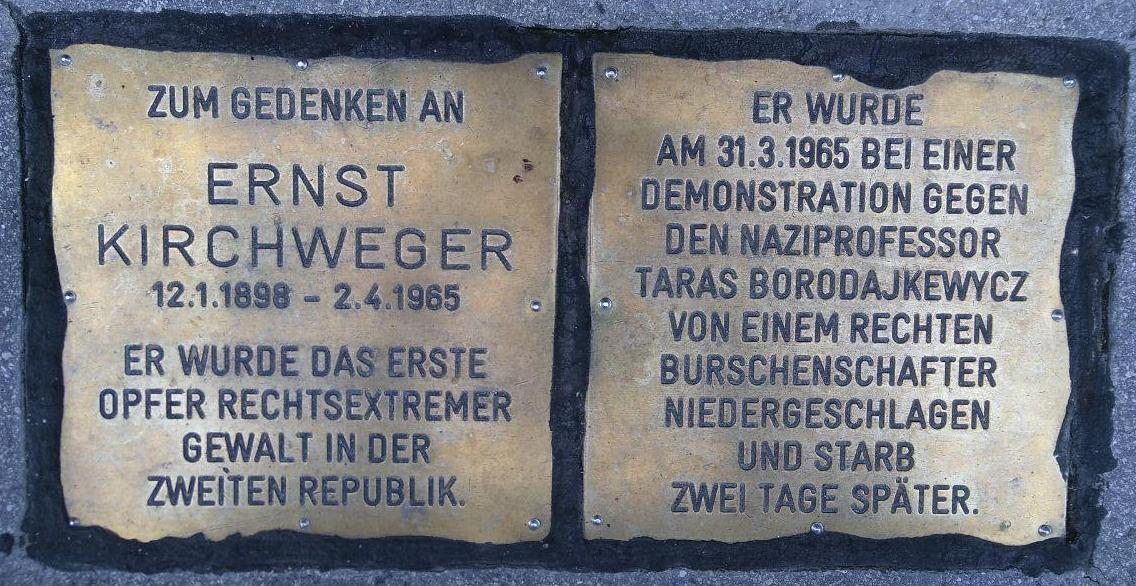
Steine der Erinnerung an jener Stelle, an der Kirchweger niedergeschlagen wurde

Am Tag von Ernst Kirchwegers Begräbnis, am 8. April 1965, fanden eine Trauerkundgebung auf dem Wiener Heldenplatz und ein Schweigemarsch über die Ringstraße zum Schwarzenbergplatz statt, an dem sich 25.000 Menschen beteiligten. Josef Hindels hielt eine der Trauerreden. Es war die größte antifaschistische Kundgebung in Österreich seit 1945. Kirchweger wurde anschließend in der Feuerhalle Simmering eingeäschert und im dortigen Urnenhain bestattet (Abt. 8, Ring 2, Gruppe 8, Grab 27). Dieses Grab wurde 2005 aufgelassen und Kirchwegers Urne in einem Grab der Familie auf dem Hietzinger Friedhof beigesetzt (Gruppe 11, Grab 98). An Kirchwegers ursprünglicher Grabstätte im Urnenhain der Feuerhalle Simmering wurde 2019 ein Gedenkstein enthüllt.
Im November 1989 wurde der in den Jahren 1979 bis 1981 errichtete Gemeindebau in der Sonnwendgasse 24 im 10. Wiener Gemeindebezirk Ernst-Kirchweger-Hof benannt. 1990 wurde die im Besitz der KPÖ befindliche Wielandschule, ebenfalls in Wien-Favoriten, von linken Aktivisten besetzt und in Ernst-Kirchweger-Haus umbenannt.
Die Stelle vor dem Hotel Sacher in der Wiener Innenstadt, an der Kirchweger niedergeschlagen wurde, ist durch Steine der Erinnerung markiert.
Das Grab auf dem Hietzinger Friedhof wird, wie die Wiener Stadtverwaltung am 2. April 2019 bekannt gab, nunmehr als ehrenhalber gewidmetes Grab geführt.